# Vicente Asuero y Cortázar
Vicente Casto Asuero y Sáez de Cortázar (Nájera, 27 de octubre de 1806-Madrid, 23 de febrero de 1873) fue un médico español, catedrático por la Universidad Central y doctor de la corte de Isabel II. También fue miembro del Consejo de Sanidad de España y de varias sociedades científicas, como la Real Academia Nacional de Medicina, de la que llegó a ser elegido presidente, aunque dimitió a los pocos días. Conocido por sus lecciones contra la homeopatía y sus aportaciones a la hidrología médica, ha sido descrito como «el primer médico español de su tiempo», como atestiguó el doctor e historiador Eduardo García del Real.

## Biografía

### Primeros años
Nació el 27 de octubre de 1806 en Nájera (La Rioja), hijo del cirujano Ángel Antonio Asuero y Guinea y Victoria Sáez de Cortázar y el menor de seis hermanos. A los dos días de vida fue bautizado en la parroquia de la Santa Cruz de su localidad natal. Comenzó sus estudios primarios en Torrecilla en Cameros (La Rioja), donde su familia se había trasladado. A los diez años se mudó a Madrid con su hermano José, médico, y asistió a las Escuelas Pías de San Antón durante dos cursos, donde aprendió Humanidades y Filosofía. Durante 1818 y 1819 residió intermitentemente en Alcalá de Henares con su hermano Cosme y compaginó sus estudios en las Escuelas Pías con la Real Academia de Bellas Artes de San Fernando, a la que iba por la noche. Los años siguientes los cursó en los Reales Estudios de San Isidro junto con otros hombres ilustres de su tiempo como Mariano José de Larra, Juan Eugenio Hartzenbusch, Segundo Sierra Pambley o Salustiano Olózaga.
| El Doctor Asuero tenia una estatura regular, cinco pies y una pulgada, cabello y color rubio, fisonomía espresiva y dulce, modales esmerados, y una postura digna y respetable. —Fermín Caballero |

Debido a las tendencias políticas de su familia, se desplazó con sus hermanos Zenón y Cosme, ambos militares, a Sevilla y Cádiz, donde se había trasladado el gobierno constitucional a finales del Trienio Liberal, e interrumpió temporalmente sus estudios. Volvió a la capital en 1823 y se asentó en la casa de una señora mayor, puesto que sus familiares tuvieron que exiliarse a La Rioja. Aprendió entonces Física y Matemáticas en los Estudios de San Isidro y obtuvo el grado de bachiller en Filosofía el 3 de octubre de 1825. Al año siguiente cursó Botánica en el Real Jardín Botánico, pero finalmente se matriculó en Medicina en el Colegio de Cirugía de San Carlos. Con la calificación de sobresaliente en todas las asignaturas, se graduó de bachiller en medicina y cirugía el 19 de septiembre de 1831 y obtuvo la licenciatura el 20 de mayo de 1833. Como ayuda para completar sus estudios, tuvo desde el 17 de abril de 1828 hasta septiembre de 1832 una plaza de colegial interno en las enfermerías de la institución.

### Trayectoria
Entre 1836 y 1837 vivió en París con el objetivo de aumentar sus conocimientos médicos. Antes de partir, el 18 de abril de 1836 firmó testamento en favor de su prometida, Facunda Villaescusa, cuya mano había pedido formalmente el 27 de noviembre de 1834. Contrajo matrimonio el 24 de mayo de 1837, tras su regreso a España, después de doce años de noviazgo. Tuvieron tres hijos: Facunda, nacida en 1838; Vicente, en 1840, y Ángel, en 1845. En su hogar llegaron a vivir hasta diez personas, ya que acogió a los hijos de sus hermanos José y Zenón cuando estos murieron y también a Bárbara, una hermana suya que enviudó, y su hija.

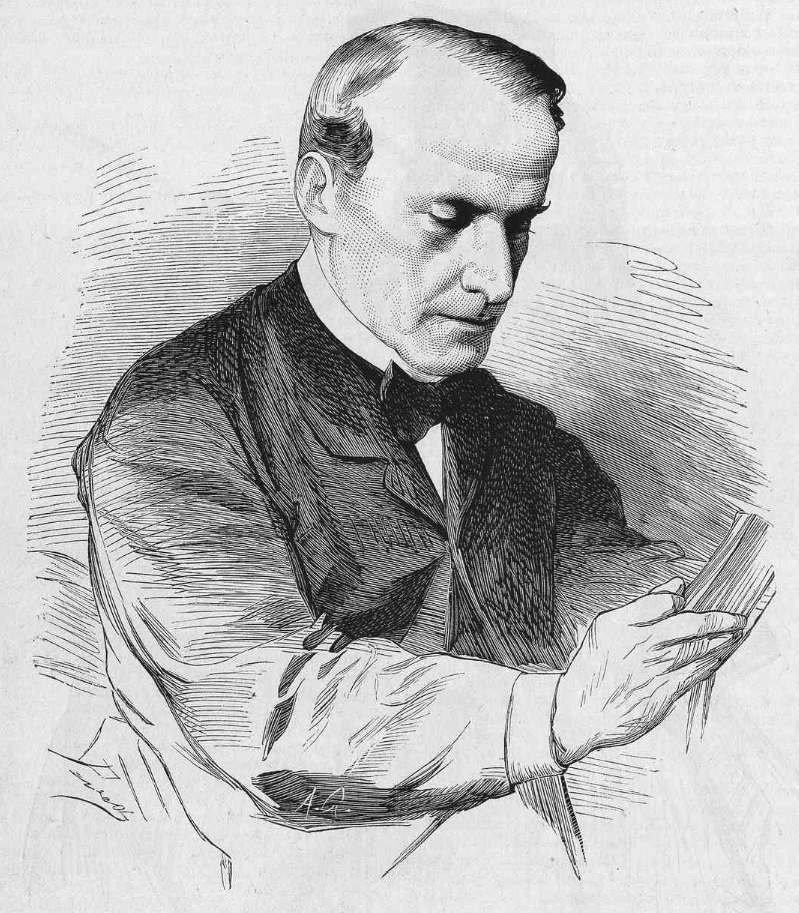
Grabado de Asuero y Cortázar, obra de Daniel Perea, publicado en La Ilustración Española y Americana (1873).

Ingresó como socio de número en la Real Academia de Ciencias Naturales de Madrid el 16 de noviembre de 1838 y en la Academia de Medicina y Cirugía de la misma ciudad el 16 de diciembre del año siguiente. Según Enrique Salcedo Ginestal, fue a petición de Pedro Mata y Fontanet por que el ministro de Gobernación, Fermín Caballero, le otorgó a Asuero el puesto de catedrático de Moral, Historia y Bibliografía Médicas por la Universidad de Madrid el 20 de octubre de 1843, cargo en el que también estuvo interesado Anastasio Chinchilla. A los pocos días de ocupar la cátedra la cambió por la de anatomía general y descriptiva. Tres años después, el 1 de junio de 1846, logró el título de doctor. Durante sus veinticinco años como profesor enseñó dos cursos de Anatomía; uno de Fisiología; otro de una nueva asignatura, creada en 1867, llamada «Ampliación a la terapéutica, farmacología e hidrología médicas», y el resto de Terapéutica.
Durante la década de 1840, la homeopatía ganaba popularidad en España hasta el punto de que en 1850 una real orden dispuso la creación de una cátedra provisional para la enseñanza de esta pseudociencia, aunque finalmente no entró en vigor. Algunas publicaciones y profesores universitarios, entre ellos Pedro Mata y Tomás de Corral y Oña, marqués de san Gregorio, se opusieron a la nueva doctrina. En ese contexto, Asuero, profesor de Terapéutica por aquel entonces, impartió nueve lecciones impugnando la homeopatía entre el 4 y el 12 de abril de 1850 que intentó publicar más adelante reduciendo el número a cinco con el título Lecciones sobre los fundamentos de la terapéutica sustitutiva u homeopática. Solo la primera llegó a imprimirse, en 1850.
Fue vocal del Consejo de Sanidad del Reino desde 1847 hasta 1855, además de desempeñar entre 1849 y 1852 el mismo cargo en la Junta Provincial de Beneficencia de Madrid, para la que elaboró diversos informes y el proyecto, memoria y presupuesto para el establecimiento del hospital psiquiátrico de Leganés. Por otra parte, el 10 de enero de 1856 comenzó a trabajar en el hospital de san Pedro de los Naturales de Madrid para cubrir la vacante por fallecimiento de Sebastián Olea, su cuñado y antiguo compañero en el Colegio de San Carlos. Años más tarde fue reemplazado por su hijo Vicente en este cargo. El 1 de enero de 1862, Asuero fue nombrado médico consultor de la Real Cámara por intercesión de Corral y Oña, que era el primer doctor de la corte y buscaba rodearse de personas hostiles a la homeopatía para minar su influencia en palacio. Recibía por ello 30 000 reales anuales y llegó a atender en una ocasión al rey consorte, Francisco de Asís de Borbón, además de haber estado presente en el nacimiento de la infanta Eulalia.

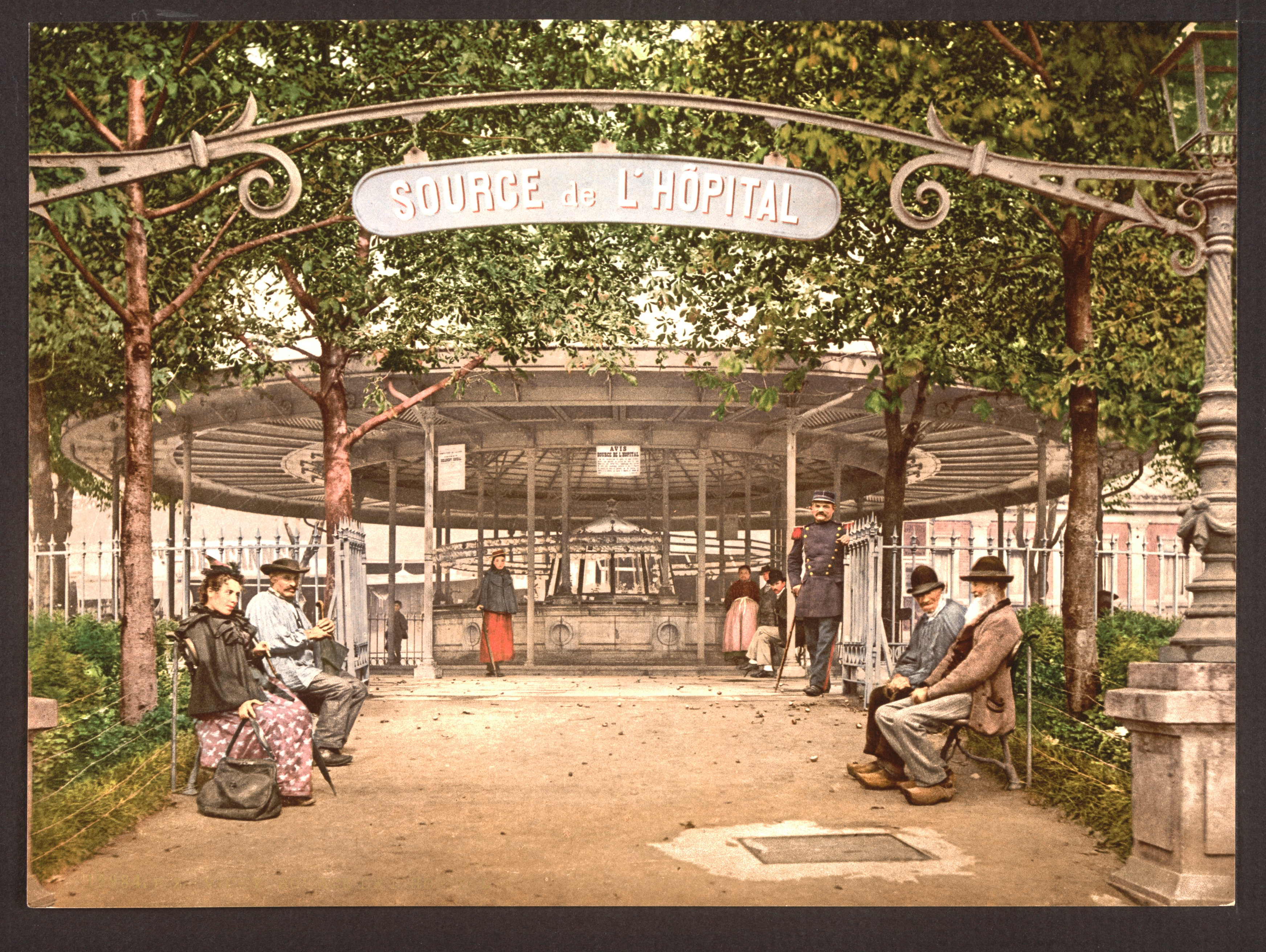
Manantial de l'Hôpital en Vichy (Francia), ciudad a la que Asuero viajó en varias ocasiones.

Asuero solicitó su jubilación como profesor poco antes de la revolución de 1868 al ministro de Fomento Severo Catalina, pero no le fue concedida hasta el 10 de abril de 1869 por el gobierno provisional, con una adjudicación de 16 800 reales. Más adelante, fue elegido presidente de la Real Academia Nacional de Medicina por veintidós votos frente a dos el 14 de enero de 1871; sin embargo, presentó su renuncia por motivos de salud en la siguiente reunión, el 1 de febrero, y se hizo efectiva el día 6. Además de la cruz de primera clase de la Orden Civil de la Beneficencia, que se le otorgó el 5 de octubre de 1856 por sus servicios contra el cólera, en abril de 1872 se le concedió la gran cruz de la Orden Civil de María Victoria, que Asuero rechazó en un primer momento por lealtad a Isabel II y finalmente volvió a solicitar una semana antes de su fallecimiento, ya acabado el reinado de Amadeo I, porque según Fermín Caballero «no quiso que su nombre figurase entre los que le habían hecho desaires o desdenes [a la reina María Victoria]». Murió a los sesenta y seis años el 23 de febrero de 1873 tras una corta enfermedad, una «congestión cerebral» de acuerdo con los médicos de la época, en su casa de la calle de Alcalá de Madrid. Fue enterrado junto con su esposa Facunda, que había fallecido en 1854, en la Sacramental de San Ginés y San Luis.
En vida se le realizaron tres retratos al óleo, todos de medio cuerpo, hechos por Antonio Gómez Cros, Federico Madrazo y Eduardo Rosales. Del último se conserva también una copia litográfica obra de José Cebrián. Su salud no fue buena, sufría una gastralgia crónica, ataques de hemoptisis que llegaron a ponerlo en peligro en alguna ocasión y pequeños derrames cerebrales. Esto no le impidió que durante toda su vida adulta realizara numerosos viajes tanto nacionales como al extranjero. Dentro de España fue a Barajas de Melo —lugar de nacimiento de Fermín Caballero—, Asturias, Andalucía y al Monasterio de Piedra (provincia de Zaragoza). De los segundos destacan las estancias veraniegas en París, desde donde hizo también expediciones a Suiza, el oeste de Alemania, Inglaterra y Vichy, ciudad a cuyos manantiales atribuía la capacidad de mejorar su enfermedad gástrica. En la capital francesa frecuentaba museos, hospitales y cátedras de verano. Con los objetos coleccionados en estos viajes formó un museo terapéutico anejo a su cátedra cuya creación solicitó al rector en mayo de 1861.

## Obra

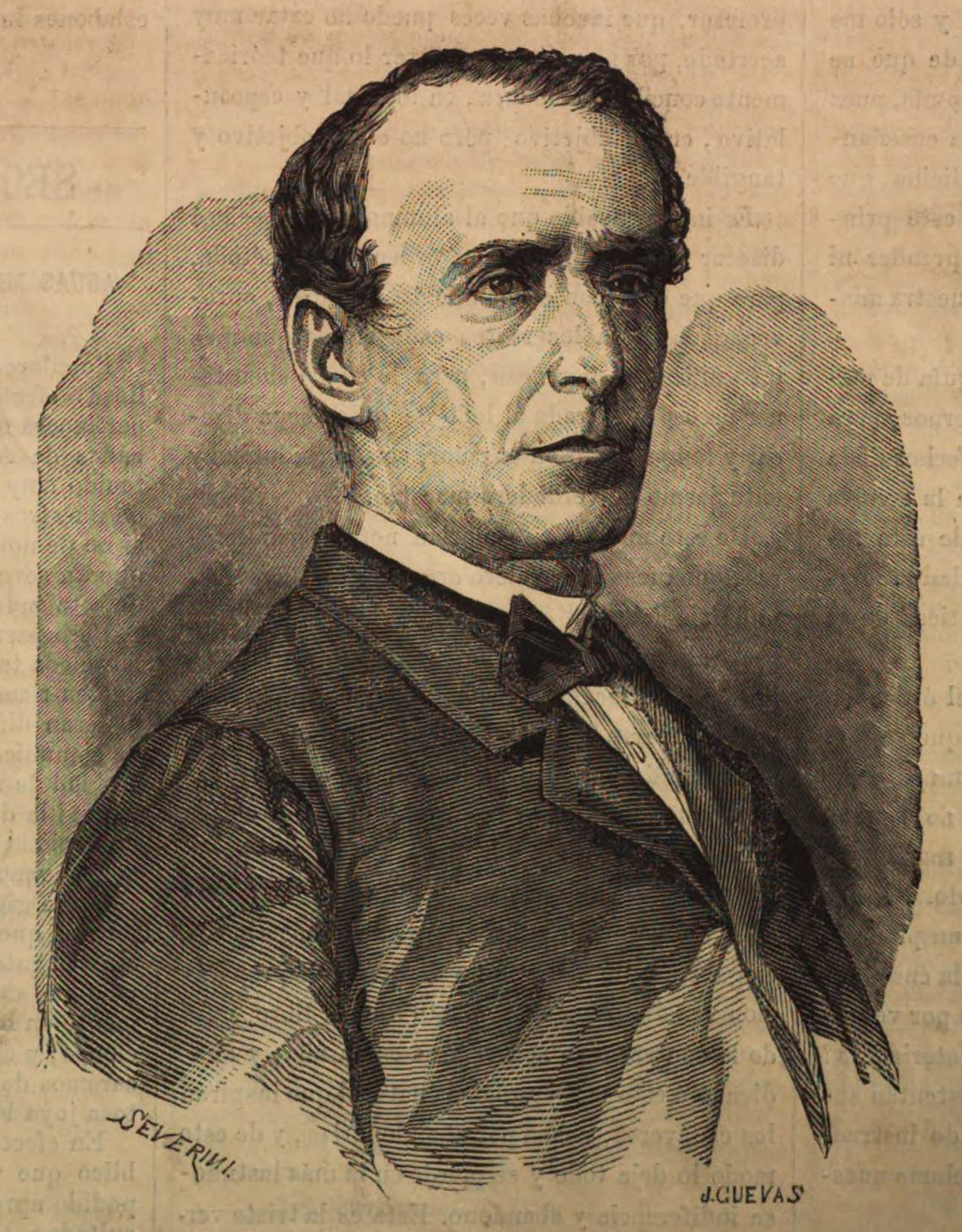
Grabado de José Severini y José Fernández Cuevas publicado en El Anfiteatro Anatómico Español (1873).

Dijo Fermín Caballero que «no son muchos ni largos los escritos que se deben a la pluma del doctor Asuero» y Eduardo García del Real que «como la mayoría de los médicos españoles, ha escrito poco». Además de la primera de las Lecciones sobre los fundamentos de la terapéutica sustitutiva u homeopática (1850), cuenta con otras tres obras publicadas en vida llamadas Discurso pronunciado en la solemne apertura de las sesiones del año 1854 en la Real Academia de Medicina de Madrid (1854), con el lema ¡Qué de cosas en una ley!; Discurso pronunciado en la solemne inauguracion del año académico de 1855 á 1856 en la Universidad Central (1855), sobre el tema Aptitud para el estudio de las ciencias y artes, y Programa de ampliacion de la Terapéutica é hidrologia médica (1868), de la cual solo se publicó la parte correspondiente a la ampliación de la Terapéutica.
Además, fueron registrados taquigráficamente un Discurso sobre el garrotillo y otro Discurso sobre el cólera que pronunció en la Real Academia de Medicina y se publicaron en la revista El Siglo Médico. También dejó algunas obras manuscritas tituladas Memoria sobre la Frenologia, en la que defiende esa pseudociencia; Memoria sobre el cáncer; Memoria sobre los instintos; Devanadera de Asuero para la madeja de Moron, sobre la supuesta locura de Fermín Gonzalo Morón; Historia de la última enfermedad del general D. Ramon María Narvaez, duque de Valencia; El doctor Manrique enfermo, asistido por el Doctor Asuero; Bases de la Terapéutica, de la que Caballero dice que es un prólogo o preparación a la Memoria sobre los instintos, y Estudio del hierro y de los medicamentos alterantes.
Por otra parte, Asuero elaboró un mapa de balnearios de la península ibérica y el Pirineo francés en el que anotó el nombre, temperatura del agua y clasificación según la hidrología médica de cada uno. Se conserva, asimismo, la correspondencia que mantuvo con Gertrudis Gómez de Avellaneda y la que tanto él como su esposa intercambiaban con Concepción Arenal.